# Pin (luta profissional)

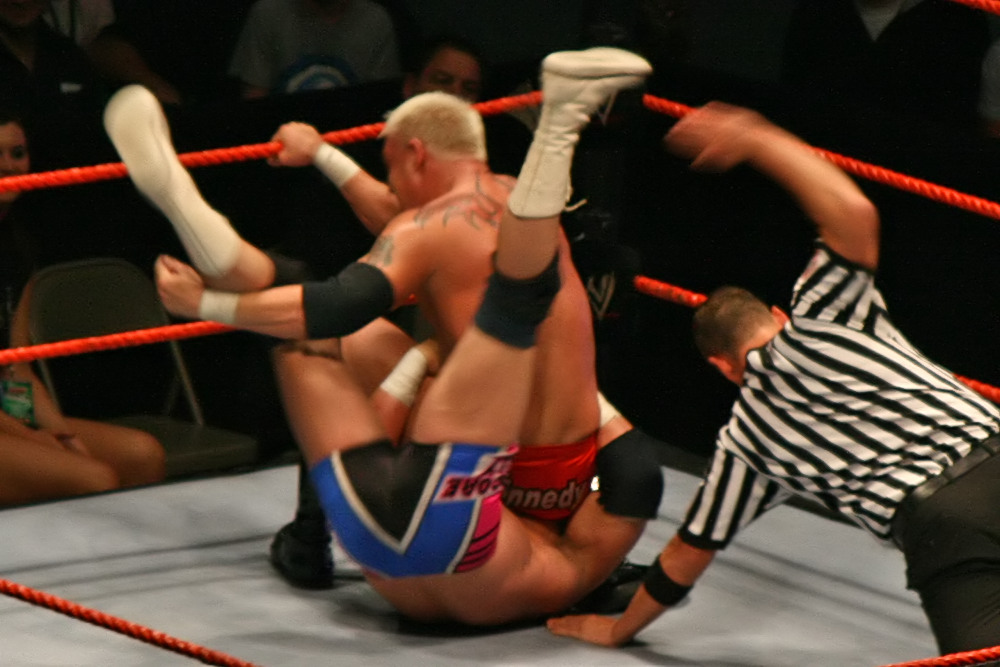
Mr. Kennedy usando o roll-up para fazer o pin em Hardcore Holly, uma das táticas heels utilizadas.

Um pinfall, pin ou fall (o primeiro termo é o mais utilizado na luta profissional) é uma das várias formas da luta profissional de conseguir-se a vitória. Para conseguir-se o pin, o wrestler deve colocar os ombros do adversário no chão durante um determinado período, que geralmente é de três segundos, contagem realizada pelo árbitro. Na luta profissional, essa é a forma mais comum de conseguir-se a vitória. Outra forma de conseguir a vitória são algumas táticas de submission.